# یوسف صفوت
یوسف صفوت (۱۰ دی ۱۳۱۰ – ۹ اسفند ۱۳۸۱) نخستین استاد ملی و قهرمان رسمی شطرنج ایران بود. وی سابقهٔ ۵ بار قهرمانی شطرنج ایران در سال‌های ۱۳۳۴ (نخستین دوره)، ۱۳۳۵، ۱۳۳۶، ۱۳۳۸ و ۱۳۴۴ و ۵ بار حضور در المپیاد شطرنج در ترکیب تیم ایران را دارد. رکورد وی در المپیاد شطرنج ۳۲ پیروزی، ۲۹ تساوی و ۳۶ باخت از ۹۰ مسابقه بود.
وی فرزند علی‌اصغر صفوت، پسر ارشد میرزا آقاخان صفوت‌المُلک، تنها پسر میرزا مهدی حکیم الهی، فرزند میرزا عبدالله اشکی آقاسی‌باشی، پسر میرزا محمدعلی، نوهٔ میرزا مهدی استرآبادی، وزیر نادرشاه افشار بود. نسب میرزا مهدی استرآبادی هم بر اساس شجره‌نامه خانوادگی به خواجه نصیرالدین طوسی می‌رسید. در این خاندان آموزش موسیقی به طور موروثی صورت می‌گرفت و یوسف صفوت هم نوازندۀ سه‌تار بود. برادر بزرگ‌تر او داریوش صفوت از موسیقی‌دانان مهم معاصر ایران بود.
بازی‌های درخشان او در مسابقات جهانی شطرنج نشان از نبوغ سرشارش داشت. وی همچنین در عرصه یوگا، تاریخ ایران، ادبیات و عروض مقام استادی داشت و به ویژه در زمینه شعر و شاعری استعدادی ذاتی داشت. با اینکه وی اشعار زیادی سروده بود اما متأسفانه ایشان هرگز اقدامی برای چاپ آنها انجام نداد. 
او با اشعار عمر خیام به قدری آشنا بود که قادر بود اشعار اصلی این شاعر بزرگ را از اشعاری که به او نسبت می دادند تمیز بدهد. وی علت این همه فعالیتهای گسترده و موفقش را به انتخاب زندگی تجردی نسبت می داد و به همین دلیل تا پایان عمر هرگز ازدواج نکرد. 
یوسف صفوت سالهای بسیاری همکاری نزدیک با مجله ماهنامه شطرنج داشت و نام وی در فهرست اساتید این مجله همواره به چشم می‌خورد. مقدمه کتابهای شطرنجی زیادی به قلم ایشان مزین است که ترجمه کتاب وسط بازی الکسی سوئیتین مهم‌ترین آنهاست.
وی بارها در باشگاه شطرنج سیروس در مسابقات لیگ کشوری ایران بازی کرد و زمانی که شطرنج را کنار گذاشت مربی‌گری اعضای تیم را به‌عهده گرفت. زمانی که بر اثر یک حادثه ناگوار مغز وی آسیب دید به آلزایمر دچار گشت. وی در سالهای پایانی عمر خود در سرای سالمندان سعادت آباد بستری بود و در ۹ بهمن ۱۳۸۱ درگذشت.